# Municipio de Bethesda
El municipio de Bethesda (en inglés: Bethesda Township) es un municipio ubicado en el condado de Ouachita en el estado estadounidense de Arkansas. En el año 2010 tenía una población de 177 habitantes y una densidad poblacional de 1,28 personas por km².

## Geografía
El municipio de Bethesda se encuentra ubicado en las coordenadas 33°44′18″N 92°55′57″O / 33.73833, -92.93250. Según la Oficina del Censo de los Estados Unidos, el municipio tiene una superficie total de 138.78 km², de la cual 136,67 km² corresponden a tierra firme y (1,52 %) 2,1 km² es agua.

## Demografía
Según el censo de 2010, había 177 personas residiendo en el municipio de Bethesda. La densidad de población era de 1,28 hab./km². De los 177 habitantes, el municipio de Bethesda estaba compuesto por el 29,38 % blancos, el 67,8 % eran afroamericanos, el 0,56 % eran amerindios, el 0,56 % eran de otras razas y el 1,69 % eran de una mezcla de razas. Del total de la población el 1,13 % eran hispanos o latinos de cualquier raza.